# Bromus insignis
Bromus insignis är en gräsart som beskrevs av Lodewijk Hendrik Buse. Bromus insignis ingår i släktet lostor, och familjen gräs. Inga underarter finns listade i Catalogue of Life.